# Robert Muth
Robert J. Muth (* 1. Jänner 1916 in Innsbruck; † 25. November 2008 ebenda) war ein österreichischer klassischer Philologe, der an der Universität Innsbruck tätig war.

## Leben
Nach der Matura am Innsbrucker Akademischen Gymnasium studierte Robert Muth ab 1935 in Innsbruck und Wien Klassische Philologie und Archäologie. In dieser Zeit wurde er auch Mitglied der KÖHV Leopoldina Innsbruck im ÖCV, der er bis zu seinem Tod angehörte. Zu seinen akademischen Lehrern zählten Albin Lesky und Karl Jax, deren Kollege er später in Innsbruck war, sowie Ernst Kalinka, Julius Jüthner, Ludwig Radermacher, Hans Gerstinger, Johannes Mewaldt, Karl Mras und Mauriz Schuster. Im Juli 1939 – noch vor Ausbruch des Zweiten Weltkriegs – wurde Muth in Innsbruck promoviert, im Februar 1940 legte er das Lehramtsexamen für die Fächer Latein und Griechisch ab. 1941 wurde er als Sanitäter zum Wehrdienst einberufen, blieb jedoch in Innsbruck stationiert und konnte so ab 1942 einen Lehrauftrag an der Universität wahrnehmen. 1943 wurde er als Wissenschaftlicher Assistent angestellt. Seine Habilitation erreichte er noch vor Kriegsende im März 1945. Anschließend arbeitete er als Privatdozent und gründete 1947 die Zeitschrift Anzeiger für die Altertumswissenschaft, die bis heute erscheint. 1950 wurde er zum außerordentlichen Professor ernannt, um die Stelle des nach Wien abgegangenen Albin Lesky auszufüllen. Seither fungierte er auch als Vorstand des Innsbrucker Instituts für Klassische Philologie. Die Universität Fribourg bot ihm nach einem Aufenthalt als Gastprofessor im Sommersemester 1950 eine ordentliche Professur an, die Muth jedoch ablehnte.
1958 wurde Robert Muth in Innsbruck zum ordentlichen Professor ernannt. In den folgenden Jahrzehnten engagierte er sich umfangreich in der Verwaltung der Universität. In den Jahren 1960/61 und 1968/69 war er Dekan der Philosophischen Fakultät, im akademischen Jahr 1970/71 Prorektor der Universität. Muth leitete auch das Institut für Leibeserziehung und die gleichnamige Bundesanstalt, bis 1969 ein regulärer Professor diese Position einnahm. Seine Leistungen in Forschung, Lehre und Verwaltung wurden von staatlicher Seite anerkannt: Er erhielt das Große Silberne Ehrenzeichen für Verdienste um die Republik Österreich und das Große Bundesverdienstkreuz. Auch nach seiner Emeritierung (1986) blieb er in der Forschung aktiv und engagierte sich in seinem lokalen Umfeld. Noch in seinem 93. Lebensjahr verlieh ihm die Gemeinde Alpbach ihr Ehrenzeichen. Am 25. November 2008 starb Robert Muth in Innsbruck.
In der Wissenschaft ist Robert Muth besonders durch seine Forschung zur antiken Religion und Philosophie bekannt. Sein bekanntestes Werk ist die Einführung in die griechische und römische Religion (Darmstadt 1988), die 1998 in erweiterter Form erschien.
Er wurde im Laufe seines Lebens Ehrenmitglied bei einer weiteren ÖCV-Verbindung (KÖHV Alpinia-Innsbruck) und von zwei SchwStV-Verbindungen (AV Helvetia Oenipontana und AV Berchtoldia).